# Ploptyis
Ploptyis (románul: Plopiș) falu Romániában, Hargita megyében.

## Története
Galócás része. 1956-ig adatai a községéhez voltak számítva. A trianoni békeszerződés előtt Csík vármegye Gyergyószentmiklósi járásához tartozott.

## Népessége
2002-ben 50 lakosa volt, mindenki román.

## Vallások
Lakói ortodoxok.